# باغ ملی (مشهد)
باغ ملی؛ نام باغی تاریخی مربوط به دورهٔ پهلوی اول است و در شهرستان مشهد، شهر مشهد، میدان شهدا، خیابان امام خمینی، نرسیده به چهار راه مدرس، جنب ادارهٔ بازرگانی واقع شده و این اثر در تاریخ ۲۵ آبان ۱۳۸۴ با شمارهٔ ثبت ۱۳۸۵۹ به‌عنوان یکی از آثار ملی ایران به ثبت رسیده‌است.